# ICAR Universal Biloc
ICAR Universal Biloc este un avion biloc  monoplan, cu aripa jos de construcție tip cheson, acoperită cu placaj, exceptând eleroanele, care erau acoperite cu pânză. Avea tren de aterizare fix, triciclu cu bechie de coadă. Fuzelajul tip semi-monococă era construit din cadre de lemn, acoperit cu placaj, cu excepția părții din fața și a capotei motorului, care erau acoperite cu tablă. Motorul avea un inel tip NACA.
Ampenajul orizontal, precum ci cel vertical aveau structura din lemn și erau acoperite cu pânză. Avionul ICAR Universal Biloc a  fost construit în serie pentru dotarea școlilor de pilotaj, precum și pentru diverse persoane particulare.

## Istoric
În 1934 prințesa Marina Știrbey și-a comandat un ICAR Universal Biloc pentru raid. Acesta a primit înmatricularea YR-MAI și a fost modificat prin adăugarea unui rezervor suplimentar în locul postului de pilotaj din față. Datorită acestui rezervor suplimentar avionul putea parcurge o distantă de 1000 km fără să fie realimentat. Cu acest avion Marina Știrbey a participat la numeroase evenimente aviatice în România. În 1936 aceasta planifică și execută un raid european pe traiectul București - Cernăuți - Lvov - Vilnius - Tallin - Helsinki - Stockholm - Copenhaga - Dresda - Arad - București. Acest raid a început la data de 29 august 1936 și s-a încheiat la București pe 6 septembrie.
După încheierea acestui raid modificările aduse avionului au fost anulate, avionul revenind la configurația inițială cu două posturi de pilotaj.

## Caracteristici (ICAR Universal Biloc)

### Caracteristici generale
Echipaj: 2 piloți
Caracteristici tehnice:
- Lungime: 6,75 m
- Anvergură: 11,85 m
- Înălțime: 2,5 m
- Suprafață portantă: 11,8 m2
- Masă (gol): 450 kg
- Masă (gata de zbor): 825 kg
- Motor: 1 x Siemens Halske SH 14a 150 CP (111 KW)

### Performanțe
- Viteză maximă: 180 km/h
- Viteză minimă: 70 km/h
- Plafon de zbor: 4000 m
- Autonomie de zbor: 4 h 30 min

## Utilizatori
- Regatul României